# اکس‌ال آکسیاتا
اکس‌ال آکسیاتا (انگلیسی: XL Axiata) شرکت مخابرات اندونزیایی است، که در سال ۱۹۹۶ تأسیس شد.